# Yunchuang sizhi
Das Yunchuang sizhi (chinesisch 芸窗私志) von Chen Fen 陳芬 ist ein in der Zeit der Yuan-Dynastie entstandenes Werk der chinesischen Literatur. Es umfasst 1 juan.
Es berichtet beispielsweise darüber, wie Shennong verschiedene Kräuter mit Hilfe eines „medizinischen Tieres“ probierte, und wird unter anderem auch in der Kommentierung des Liaozhai zhiyi von Lü Zhan'en (?–1843) herangezogen.
In der Bibliographie des Hanyu da zidian wird das Yunchuang sizhi in der Ausgabe des Shuofu 说郛 (in der Wanweishantang-Ausgabe 宛委山堂本) herangezogen.